# Dipoena notata
Dipoena notata là một loài nhện trong họ Theridiidae.
Loài này thuộc chi Dipoena. Dipoena notata được miêu tả năm 1935 bởi Dyal.